# Лангас, Боб
Роберт Фредерик Лангас (англ. Robert Frederick Langas; 22 января 1930, Детройт, Мичиган — 16 января 2021, Литлтон, Колорадо) — американский футболист, ди-энд. В НФЛ играл за клуб «Балтимор Колтс» в сезоне 1954 года. На студенческом уровне выступал за команду университета Уэйна. Член Зала спортивной славы университета.

## Биография
Боб Лангас родился 22 января 1930 года в Детройте. Окончил старшую школу имени Томаса Кули, после чего поступил в университет Уэйна, изучал бизнес-администрирование. В студенческой футбольной команде играл на позициях принимающего и тэкла защиты, в баскетбольной был центровым. Университет окончил в 1952 году, получив степень бакалавра. В 1993 году избран в Зал спортивной славы университета.
После выпуска был призван в армию, службу проходил на базе Форт-Белвор в Виргинии. Играл за армейскую команду, тренером которой был Эл Дэвис. Демобилизовавшись, в 1954 году подписал контракт с клубом «Кливленд Браунс», но был выставлен на драфт отказов после предсезонных сборов был выставлен на драфт отказов. Регулярный чемпионат провёл в составе «Балтимор Колтс», сыграв в пяти матчах. Летом 1955 года был отчислен, после чего завершил спортивную карьеру.
Закончив выступления, устроился на работу в фирму General Tire & Rubber Company. С 1961 по 1972 год работал менеджером в её подразделении, занимавшемся продажей спортивных товаров. Придумал теннисный мяч жёлтого цвета, за что в 1985 году был включён журналом Tennis Magazine в число двадцати человек, заметнее всего повлиявших на этот вид спорта. С 1972 года работал национальным менеджером по продажам автомобильных аксессуаров.
В 1989 году вышел на пенсию. Проживал в Литлтоне в штате Колорадо. Скончался 16 января 2021 года в возрасте 90 лет.